# 기타요노역
기타요노역(일본어: 北与野駅, きたよのえき)은 일본 사이타마현 사이타마시 주오구에 위치해 있는 철도역이다.

## 타는 곳
| 1 | ■ 사이쿄 선 | 무사시우라와·아카바네·이케부쿠로·신주쿠·시부야·오사키 (린카이 선에 직결 운행) 신키바 방면 |
| 2 | ■ 사이쿄 선 | 오미야·가와고에 방면                                                                      |

## 역세권 정보
- 국도 제17호선
- 사이타마 신도심역(걸어서 10분 정도 걸림)
- 사이타마 슈퍼아리나
- 수도 고속도로 사이타마 신도심선 신도심 나들목

## 역사
- 1985년 9월 30일: 영업 개시.

## 사진

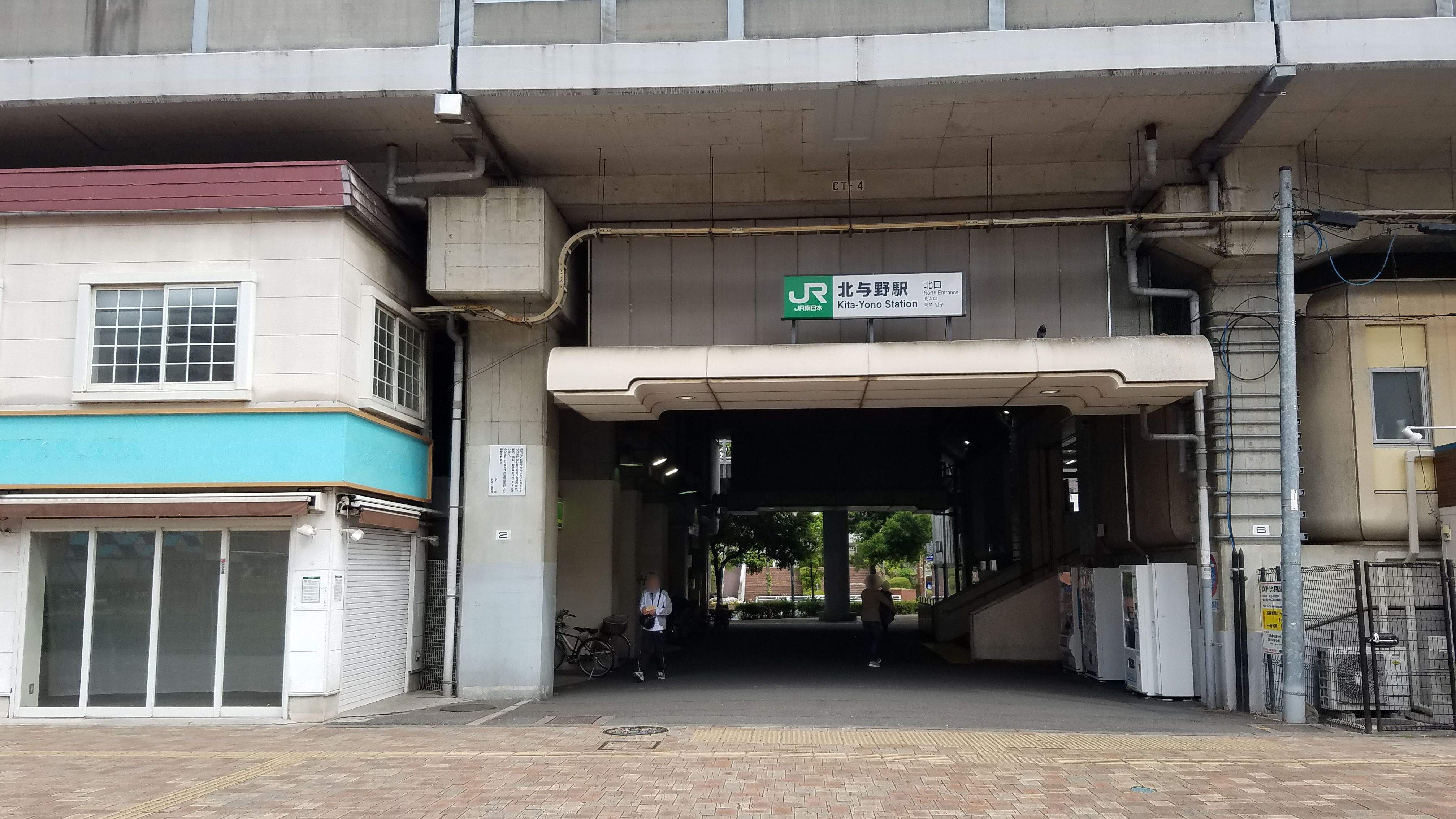
북쪽 출입구 모습(2019년 4월)
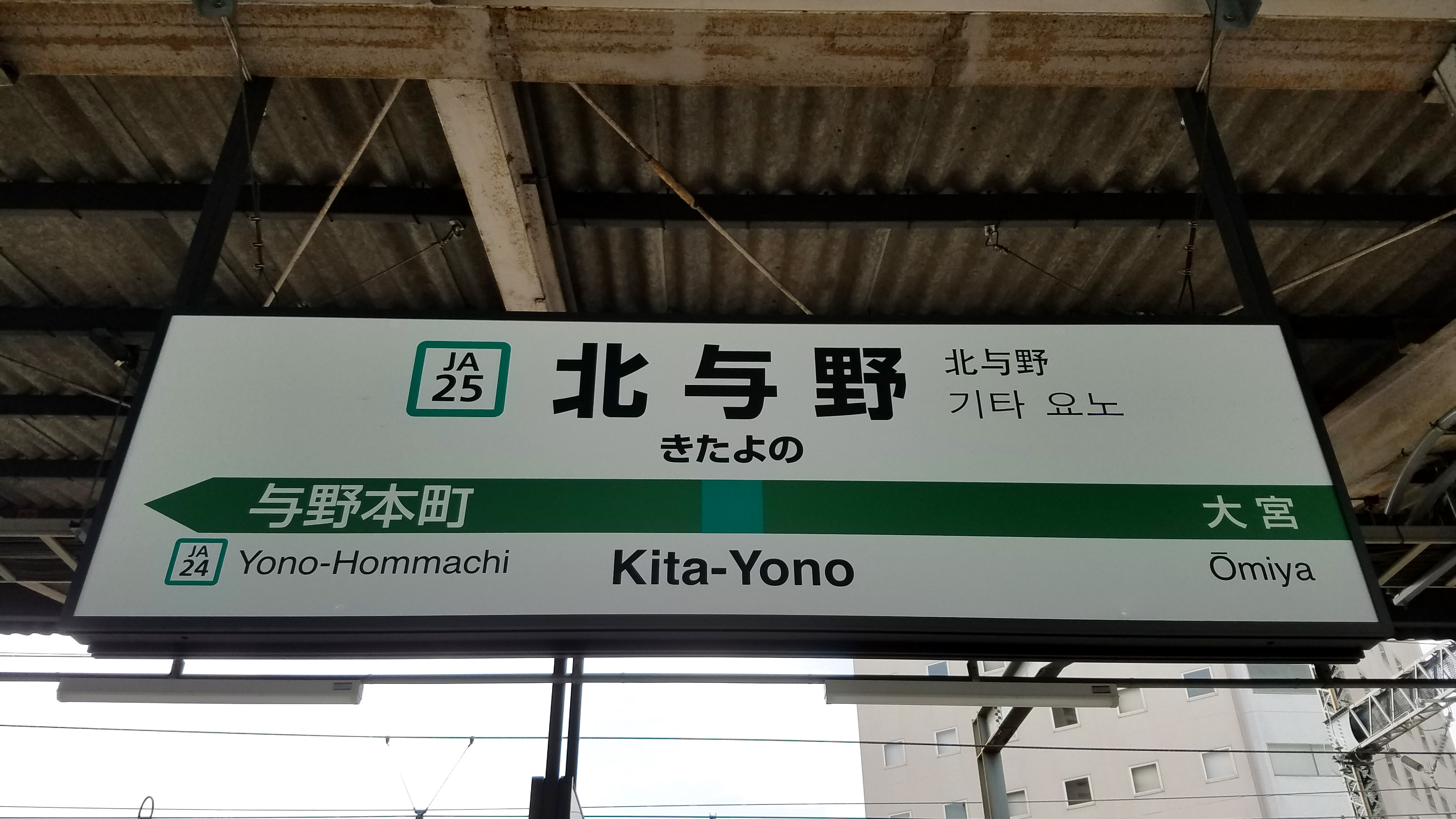
역명판(2019년 4월)

## 인접역
| 동일본 여객철도 도호쿠 본선 별선 | 동일본 여객철도 도호쿠 본선 별선 | 동일본 여객철도 도호쿠 본선 별선 |
| -------------------------------- | -------------------------------- | -------------------------------- |
| 요노혼마치 오사키 방면           | ■ 사이쿄 선 쾌속 각역정차        | 오미야 방면                      |